# Whippet

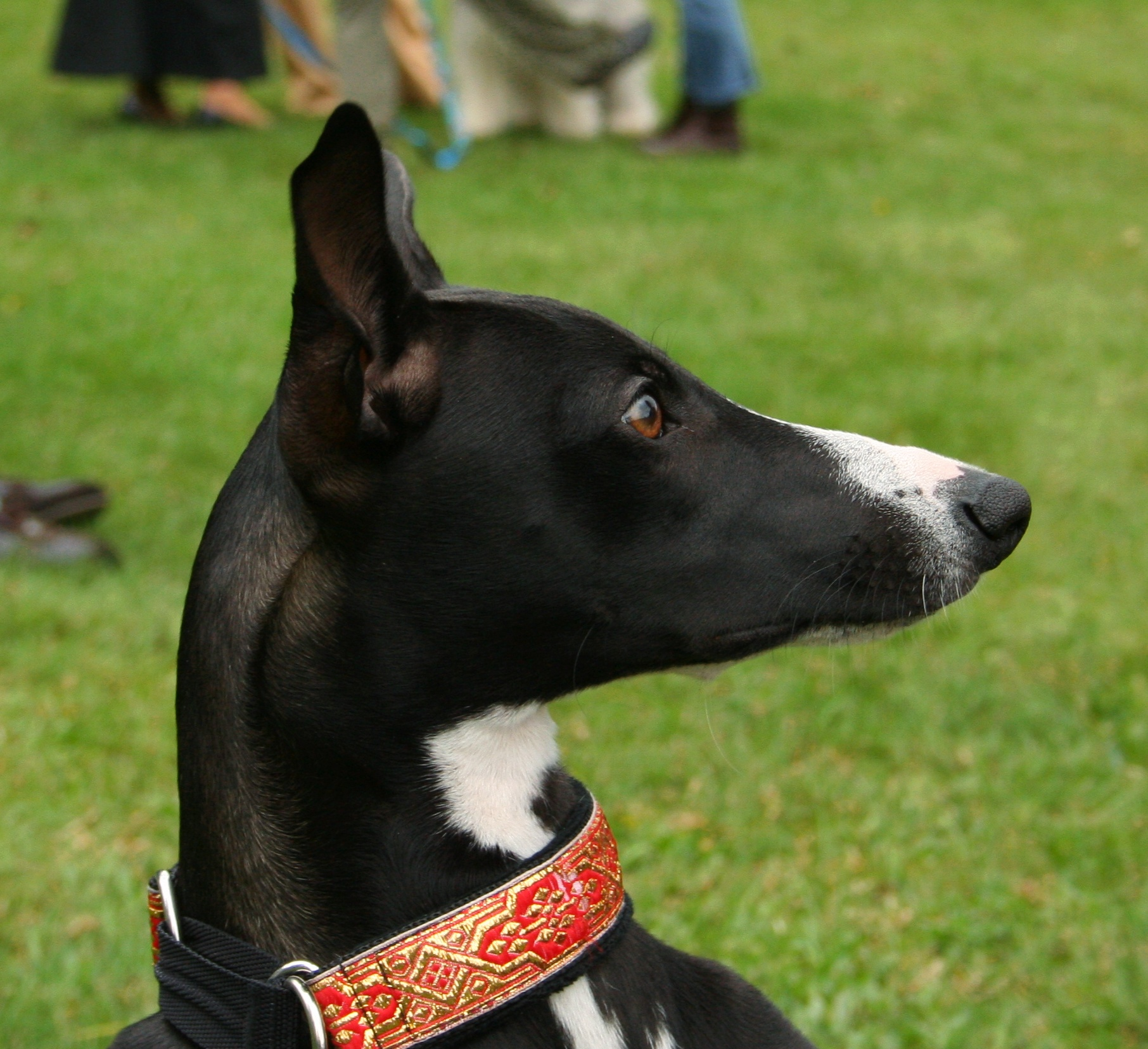
Profil whippeta o czarnym umaszczeniu z białymi znaczeniami

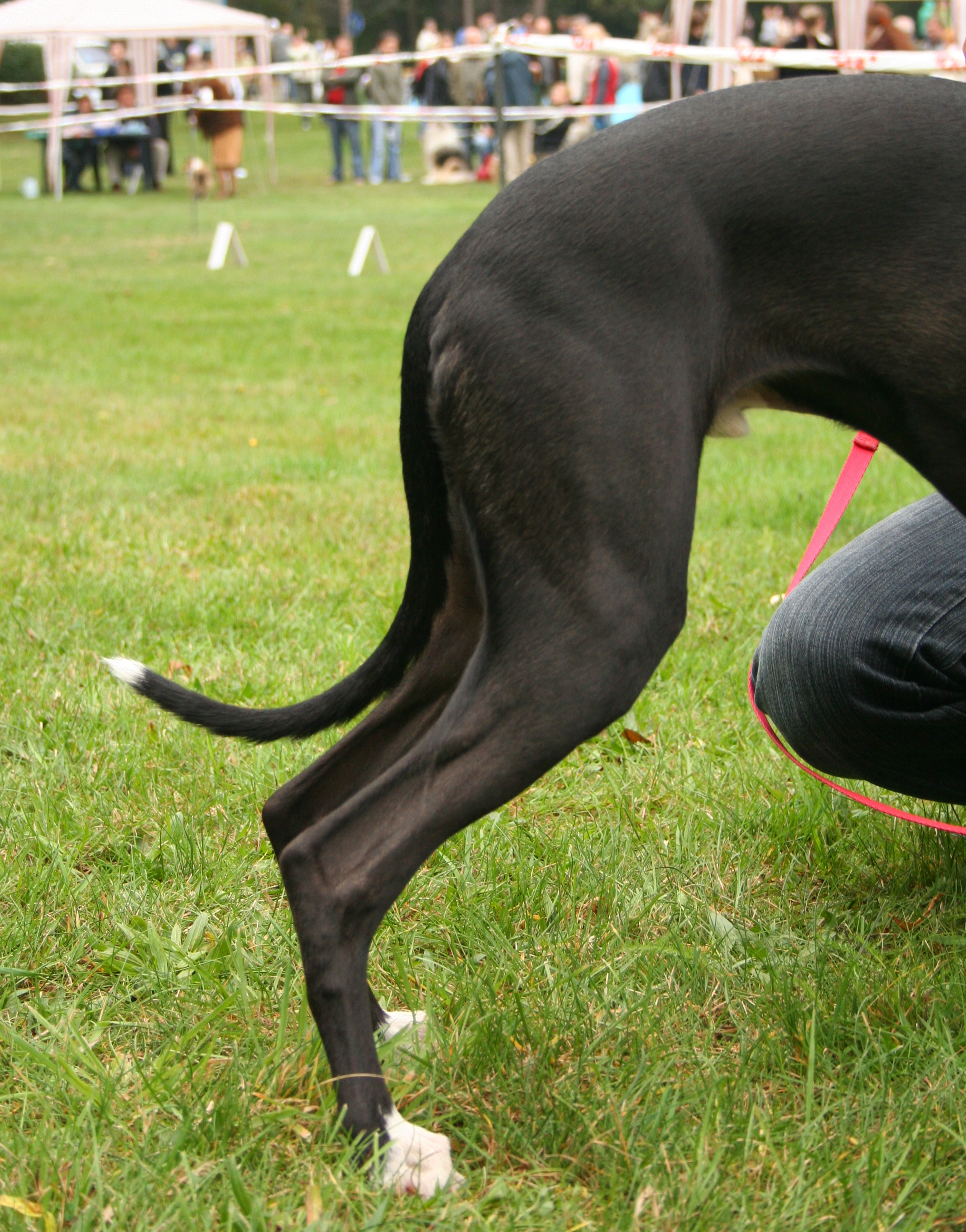
Zad whippeta wraz z ogonem. Według wzorca tej rasy ogon whippeta musi być lekko zagięty ku górze.

Whippet – rasa psa zaliczana do grupy chartów, wyhodowana w Anglii, użytkowana głównie w wyścigach psów. Typ chartowaty. Nie podlega próbom pracy.

## Rys historyczny
Chart angielski whippet został wyhodowany na terenach północnej Anglii oraz południowej Szkocji. Wizerunki tego psa można odnaleźć na obrazach Albrechta Dürera (Wizja św. Eustachego) i Gerarda Horenbouta (Miesiąc styczeń) pochodzących z XVI wieku, ale właściwa rasa powstała dopiero w wieku XIX. Chcąc uzyskać psa zwinnego, a przy tym rączego, ludzie krzyżowali ze sobą małe greyhoundy, charciki włoskie oraz wysokonożne teriery. W okresie międzywojennym prócz odmiany krótkowłosej występowała także odmiana szorstkowłosa, lecz wkrótce została wyeliminowana z hodowli.
Ze względu na bardzo dobre proporcje ciała, szybkość i zwinność, whippet przez wielu ludzi uznawany jest do dziś za ideał psa wyścigowego. Hodowcy chcieli otrzymać psa zbliżonego wyglądem do greyhounda, lecz znacznie mniejszego, niewymagającego i tańszego w utrzymaniu. Pod koniec XIX wieku rosło zainteresowanie wyścigami chartów, wzrosło więc również zainteresowanie mniej zasobnych robotników whippetem. Greyhound wciąż pozostawał psem elitarnym, zaś whippet stał się psem dostępnym właściwie dla każdego, więc bardzo szybko stał się popularny także jako pies rodzinny. W 1891 r. rasa została uznana przez brytyjski Kennel Club.
Jeszcze w XX wieku whippety brały udział w zawodach dławienia szczurów. Almanach z 1902 roku zawiera klasyfikację psów biorących udział w zawodach w Norymberdze, gdzie zwyciężyła suka tej rasy, konkurująca z terierami i sznaucerami. Whippety brały też udział w tzw. Rabbit Racing, pogoni za królikiem. Ta rozrywka została w Anglii zakazana w roku 1911.

## Klasyfikacja FCI
W klasyfikacji FCI rasa ta została zaliczona do grupy X – charty, sekcja chartów krótkowłosych.

## Wygląd
Średniej wysokości pies o smukłej sylwetce, cienkiej i delikatnej skórze, która jest podatna na skaleczenia. Mimo pozornie delikatnej budowy pies jest silny, wytrzymały oraz ma mocne i elastyczne mięśnie.

### Budowa
- Głowa: Długa, delikatna, o wyraźnie spłaszczonej czaszce
  - Oczy: Ciemne, owalne, błyszczące, czujne, dość szeroko rozstawione, z lekkim stopem pośrodku
  - Uszy: Małe, delikatne, w kształcie płatka róży
  - Nos: duży, jego wierzchołek wysunięty jest poza krawędź szczęki. Barwa nosa powinna współgrać z umaszczeniem, dopuszcza się kolory czarny, błękitny i wątrobiany.
  - Kufa: Silne szczęki z równym i kompletnym zgryzem nożycowym
- Szyja: Długa, muskularna, elegancko wygięta.
- Kończyny: Łopatka ukośna, przednie nogi proste, o niezbyt szerokim rozstawieniu, w przeciwieństwie do tylnych, głęboko kątowanych i dobrze umięśnionych w udach, silnie podpierających tułów
- Ogon: Długi, stopniowo zwężający się, lekko wygięty ku górze, w ruchu wzniesiony łagodnym łukiem, lecz nie ponad grzbiet. Jest pozbawiony pióra.
- Tułów: Pierś głęboka, grzbiet szeroki, muskularny, lędźwie silne[2]
- Łapy: Zgrabne, wyraźnie wykrojone, wysoko wysklepione, opuszki grube i mocne.

### Szata i umaszczenie
Delikatna, krótka i zwarta, dopuszczalne są wszystkie kolory i ich kombinacje.

## Zachowanie i charakter
Whippet ma zrównoważony charakter, umiarkowany temperament, o wysokim stopniu posłuszeństwa. Tolerancyjny wobec dzieci oraz obcych osób. Nie powinny być trzymane jako psy podwórzowe ani w kojcach z racji na ich delikatną skórę i chęć przebywania z ludźmi.
Whippet szybko potrafi dostosować się do nowych sytuacji, jak na charta nie potrzebuje wyjątkowo dużej przestrzeni życiowej, lecz wymaga zaspokojenia potrzeb ruchowych. W przeciwnym razie może wykazywać skłonności niszczycielskie. W wieku młodzieńczym wymaga dużo ruchu i kontaktu z właścicielem, nie jest agresywny, lubi zabawy.

## Użytkowość
Pierwotnie pies przeznaczony był do polowań na króliki oraz do zawodów wyścigowych – osiąga prędkość do 65 km/h. Współcześnie jest również psem reprezentacyjnym oraz rodzinnym. Predestynowany do uprawiania coursingu (pogoni za sztucznym królikiem w terenie).

## Zdrowie i pielęgnacja
Skóra jest cienka i delikatna, wymaga pielęgnacji odpowiednimi przyrządami. Są spotykane u tej rasy alergie pokarmowe i kontaktowe. W starszym wieku zdarzają się kłopoty z krążeniem, nowotwory i problemy z kręgosłupem. Jest dość wrażliwy na surowe, zewnętrzne warunki atmosferyczne tj. mróz, czy silne nasłonecznienie. Dzienną porcję pożywienia należy dzielić na dwa posiłki, hodowcy zalecają wręcz, by przynajmniej jeden składał się z wyłącznie naturalnych składników. Często potrzebuje preparatów wapniowo-witaminowych. Przekarmienie whippeta może spowodować u niego powstawanie przepuklin. Według statystyk bazy The Whippet Archive, średnia długość życia wynosi 12 lat. Najczęstszą przyczyną śmierci oprócz podeszłego wieku są wypadki, takie jak zderzenia z samochodem lub innym pojazdem, wypadki podczas biegu itp. (7,28%). Kolejną są nowotwory (6,43%), następnie problemy z sercem i układem krążenia (2,89%), choroby związane z układem moczowym i rozrodczym (1,83%), choroby układu pokarmowego lub nerwowego (w obu przypadkach 0,94%), oraz inne choroby.

## Popularność
W Polsce pierwsze psy pojawiły się w latach 60. XX wieku, a zainteresowanie tą rasą wzrasta. W internetowej bazie danych The Whippet Archive zarejestrowanych jest 3719 psów urodzonych w Polsce (stan z 3 lutego 2018). W polskiej bazie Whippety w Polsce zarejestrowanych jest 18 miotów urodzonych w roku 2002; w roku 2015 urodziło ich się już 36 (201 szczeniąt), a w 2016 urodziło się aż 56 miotów (341 szczeniąt). W 2017 roku było to już 66 miotów. Efektywna wielkość populacji whippetów wynosi 56,43.

## Mieszańce whippeta

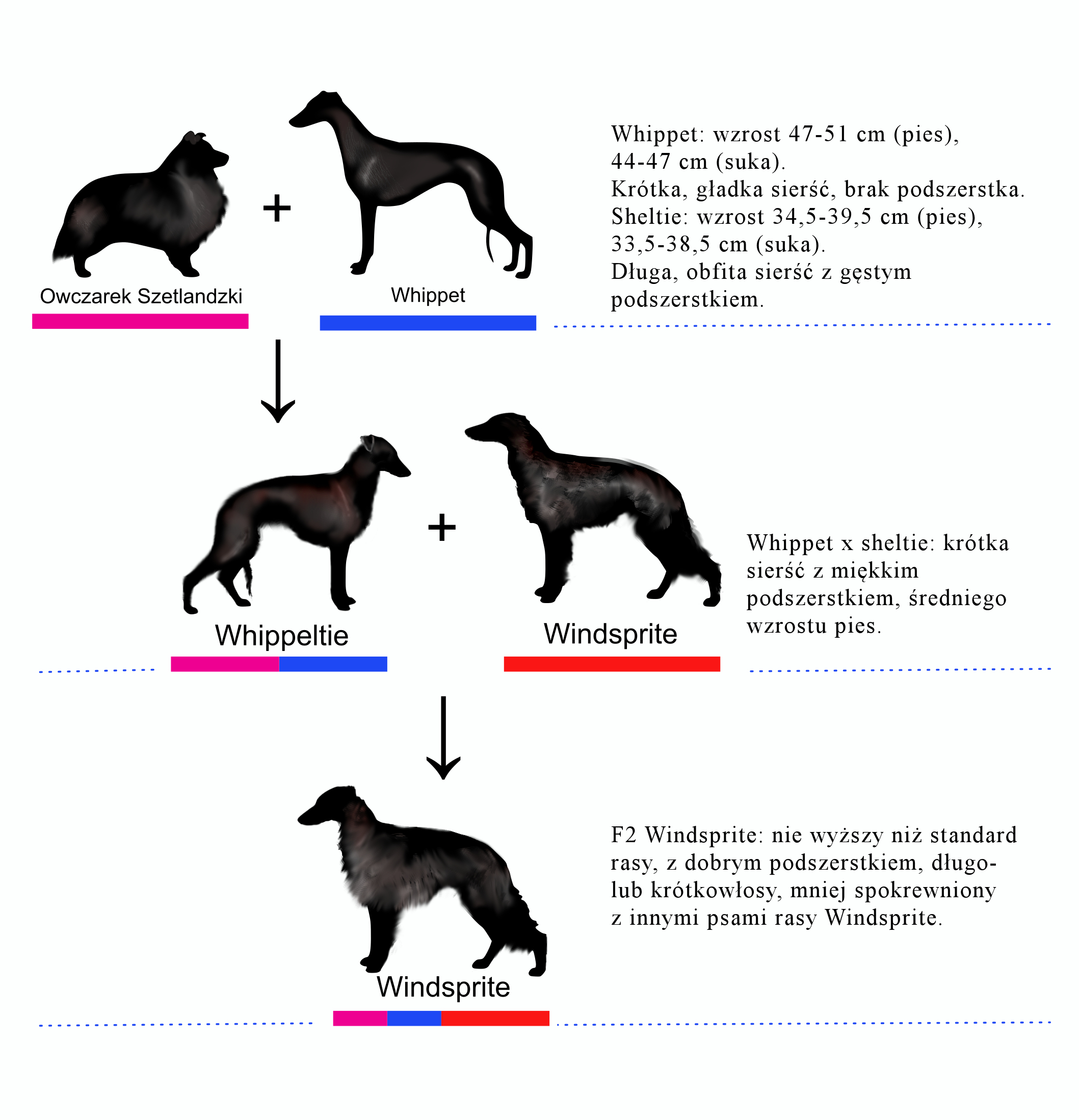
Prawdopodobne krzyżowanie ras które doprowadziło do powstania rasy windsprite.

Whippet jest rasą stosunkowo często używaną w hodowli mieszańców różnych ras, jako że są to psy odpowiadające wielu współczesnym potrzebom, oraz względnie zdrowe. Hodowcy psów sportowych (szczególnie do takich sportów jak agility i flyball) tworzą mieszańce whippeta i border collie. Whippet brał udział w tworzeniu rasy windsprite (przez pewien czas uważano, że wśród samych whippetów występują także osobniki długowłose i szorstkowłose). W Szwecji pojawiły się mieszańce whippeta i owczarka szetlandzkiego, nazywane tam whippeltie (od połączenia słów „whippet” i „sheltie”). W Irlandii popularne są lurchery, czyli mieszańce chartów z innymi rasami (często collie). Z kolei rasa silken windhound (wyglądem przypominająca małego borzoja) powstała z połączenia mniejszych psów rasy borzoj z whippetami.